# وادي نعام
وادي نعام هو وادي يقع في شمال مديرية شبام يفصل بينهما جبل وتقع قارة آل عبد العزيز في سفحه وهو ممتد من الشرق إلى الغرب وأول القرى من الشرق بامشجع، المحجر (آل سعيد)، صهيبه، مريخ، الحرجة، شرج نعام، ظاهر، العرض،
و تسكن وادي نعام قبيلة آل كثير همدان، و قبيلة آل حاصل الحرجة.